# 乌克兰国家预防腐败局
国家预防腐败局（烏克蘭語：Національне агентство з питань запобігання корупції）是乌克兰国家机构，负责反腐败政策的调查、制定。

## 历史
2016年乌克兰亲欧盟示威运动时创建。从2016年开始，乌克兰政府官员和议员网上申报个人财产，而相关内容须接受国家预防腐败局审核。
2017年11月10日，乌克兰国家反腐败局证实，已经对国家预防腐败局展开刑事调查，原因是后一机构从上到下涉嫌敲诈勒索。“这一系统充当了国家预防腐败局负责人及其下属的敛财工具。”
2019年烏克蘭總統選舉的候选人被要求提交选举之前一年的收入声明。国家预防腐败局将审慎审计这些收入声明。
2020年3月，乌克兰国家预防腐败局宣布将加密货币定义为一种无形资产。乌克兰国民需要申报他们的加密财产及其家庭成员的加密财产，就像申报任何其他无形资产一样。 2020年4月20日，乌克兰国家预防腐败局局长表示，总统弗拉基米尔·泽连斯基有权利不公布其在国家安保陪同下在阿曼度假的费用。
2022年俄羅斯入侵烏克蘭後，乌克兰国家预防腐败局推出了一份名为“国际战争赞助商”的名单，乌克兰国家预防腐败局一旦認為有公司試圖以任何方式幫助俄罗斯入侵乌克兰，該公司就會上榜。2024年3月20日，乌克兰政府决定取消乌国家预防腐败局制定并发布的“国际战争赞助商”名单。

## 历任局长
- Natalia Korchak (2015 - 2018)[9]
- Natalia Novak (代理) (2019)[10][11]
- Oleksandr Novikov (2019 - )[10][1]